# Spirit-Klasse (1992)
Die Spirit-Klasse oder S-Klasse (englisch Spirit Class oder S-Class) der Reederei BC Ferries ist eine Baureihe von RoPax-Schiffen, welche in den Jahren 1992 bis 1994 entstanden. Bei den Spirit Klasse-Fähren handelt es sich um die beiden größten RoRo-Schiffe der Reederei und sie werden auch als „Superferries“ bezeichnet.
Die von den beiden Fähren befahrene Strecke zwischen dem Swartz Bay Ferry Terminal und dem Tsawwassen Ferry Terminal stellt ein Abschnitt des Highway 17 da.

## Bau der Schiffe
Die beiden Fährschiffe wurde in mehreren Werften erbaut, dabei erfolgte eine Aufgabenteilung (Bugsektion – Hecksektion – Aufbauten – Innenausbau). Die 200 Fuß lange Bugsektion wurden durch die Werft Allied Shipbuilders Ltd. in Vancouver gebaut, während die 340 Fuß lange Heck-Sektion von der Werft Yarrows Ltd in Viktoria gebaut wurden. Die beiden Sektionen wurden dann nach Esquimalt geschleppt und dort zum Rumpf verbunden, bevor dieser nach Surrey geschleppt wurde. In Surrey erhielt der Rumpf dann seinen Aufbau. Der abschließende Innenausbau der beiden Fähren erfolgte dann wieder in Esquimalt.
Der Bau jedes der beiden Schiffe kostete damals ungefähr 137 Millionen kanadische Dollar (CAD).

## Schiffe der Baureihe
BC Ferries hat von dieser Klasse die beiden Fähren Spirit of British Columbia und Spirit of Vancouver Island in Betrieb. Beide Schiffe fahren unter kanadischer Flagge und sind in Victoria registriert. Im Regelfall befahren die beiden Schiffe die Strecke zwischen Vancouver Island und dem Lower Mainland viermal pro Tag.
| Name                       | IMO-Nr. Rufzeichen | Indienststellung | Ausgangshafen | Hauptstrecke            |
| -------------------------- | ------------------ | ---------------- | ------------- | ----------------------- |
| Spirit of British Columbia | 9015668 VOSM       | 1993             | Tsawwassen    | Tsawwassen – Swartz Bay |
| Spirit of Vancouver Island | 9030682 CFL2070    | 1994             | Swartz Bay    | Swartz Bay – Tsawwassen |

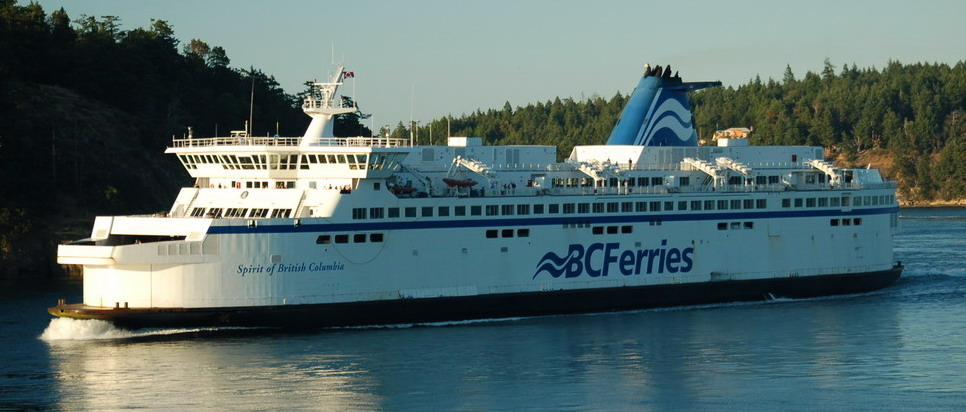
Spirit of British Columbia
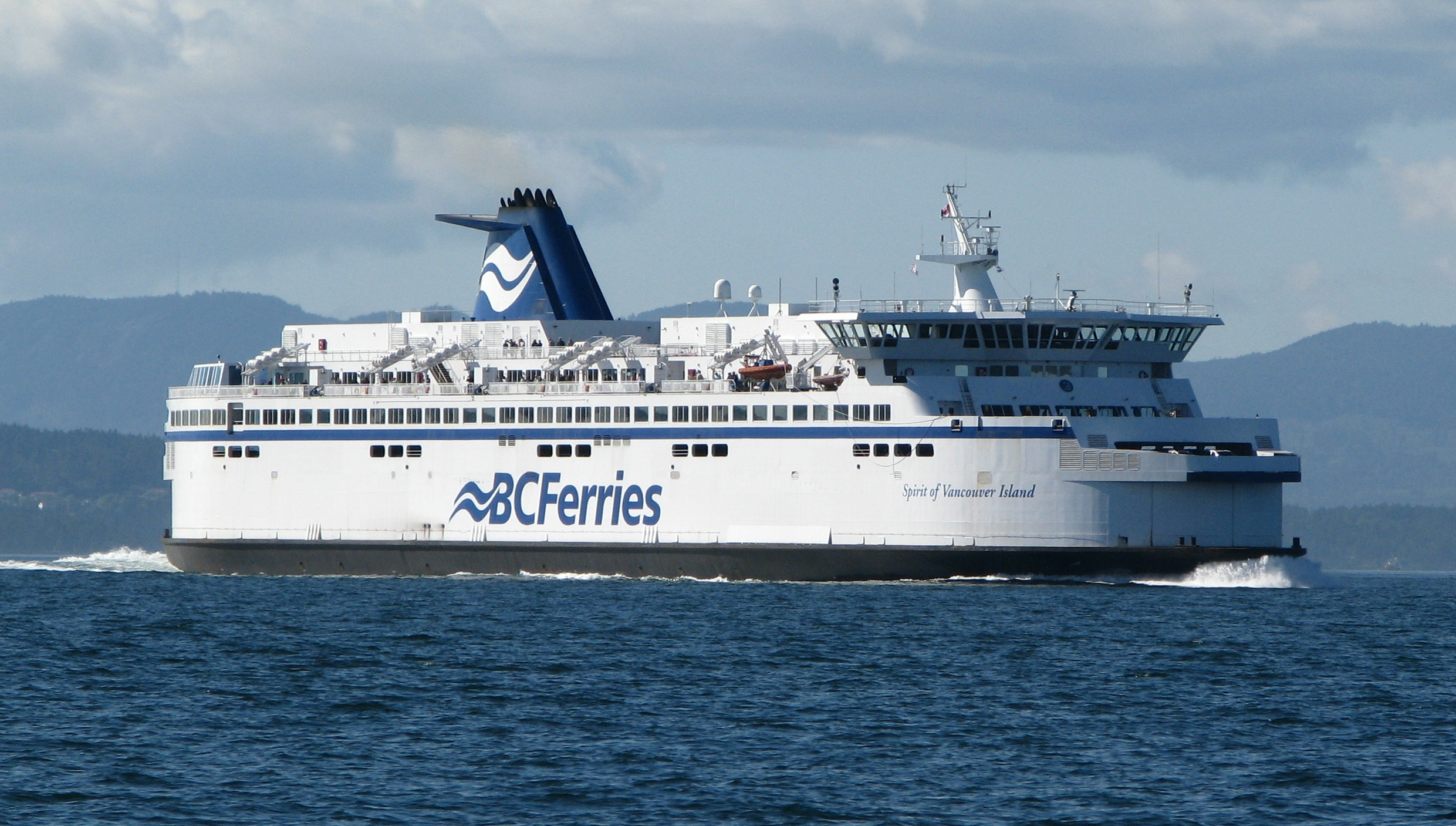
Spirit of Vancouver Island

## Technische Informationen
Die Schiffe wurden von vier MAN-B&W-Dieselmotoren des Typs 6L40/54 angetrieben, die auf zwei Verstellpropeller wirkten.
2016 schloss BC Ferries mit der Danziger Werft Remontowa Ship Repair Yard S.A. einen Vertrag zur Umrüstung des Antriebs auf LNG als Brennstoff. Der Vertrag über rund 140 Millionen CAD umfasste dabei nicht nur die Änderungen am Antrieb, sondern ein komplettes Midlife-Bauprogramm. Mit dem Programm sollen die beiden Schiffe für weitere 25 Jahre in Dienst gehalten werden.
Die Spirit of British Columbia wurde 2017/2018, die Spirit of Vancouver 2018/2019 umgebaut. Bei dem Umbau wurden die Antriebsmotoren durch vier Wärtsilä-Dual-Fuel-Motoren des Typs 8L34DF ersetzt, die sowohl mit Dieselkraftstoff als auch mit Flüssigerdgas betrieben werden können.
Für die Stromerzeugung stehen zwei von den Hauptmotoren angetriebene Wellengeneratoren sowie ein Dieselgenerator zur Verfügung.